# Hemilocrinitus barbatus
Hemilocrinitus barbatus là một loài bọ cánh cứng trong họ Cerambycidae.